# Phillip Wilson (Ruderer)

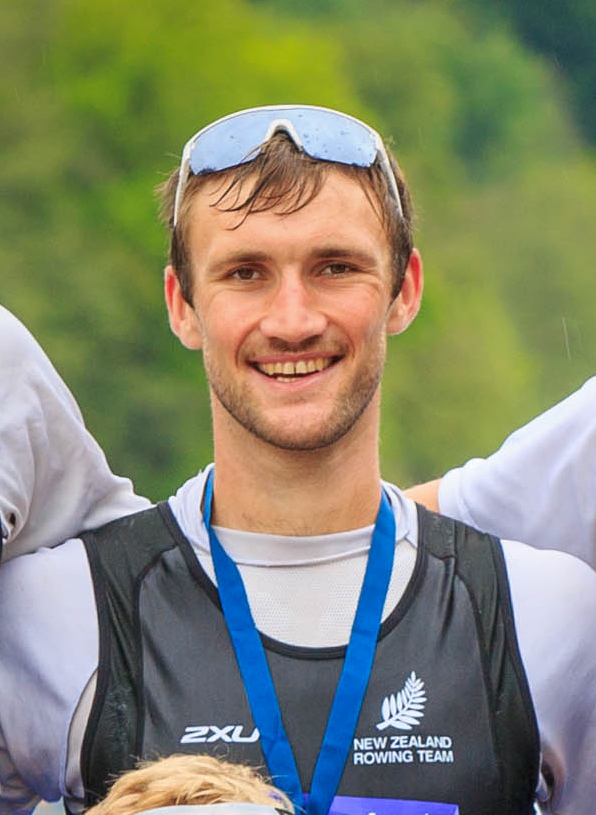
Phillip Wilson, 2021

Phillip Wilson (* 13. November 1996 in Wellington) ist ein neuseeländischer Ruderer und Olympiasieger.

## Karriere
Phillip Wilson belegte 2014 den 14. Platz im Doppelzweier bei den Junioren-Weltmeisterschaften. Bei den U23-Weltmeisterschaften 2016 gewann er den Titel im Vierer mit Steuermann. Im Jahr darauf bei den U23-Weltmeisterschaften 2017 belegte er den siebten Platz mit dem Achter. 2018 ruderte Wilson mit dem Achter auf den neunten Platz bei den Weltmeisterschaften in der Erwachsenenklasse, 2019 folgte der sechste Platz. Da nur die ersten fünf Boote für die Olympischen Spiele in Tokio qualifiziert waren, mussten die Neuseeländer 2021 in der letzten Qualifikationsregatta antreten. Der neuseeländische Achter gewann die Regatta. Bei den Olympischen Spielen in Tokio siegten die Neuseeländer im Hoffnungslauf, nachdem sie im Vorlauf den zweiten Platz belegt hatten. Im Finale gewannen die Neuseeländer mit einer Sekunde Vorsprung vor dem Deutschland-Achter die Goldmedaille.
Bei den Weltmeisterschaften 2023 in Belgrad wurde Wilson zusammen mit Benjamin Taylor Neunter im Zweier ohne Steuermann. 2024 bildete Wilson mit Daniel Williamson den neuseeländischen Zweier. Bei den Olympischen Spielen in Paris gewannen die beiden Neuseeländer das B-Finale und wurden damit Siebte der Gesamtwertung.